# Luftskib L 21
Luftskib L 21 (fabriksnr. LZ 61) var en Q-klasse zeppeliner, som blev bygget på Luftschiffbau Zeppelin i Löwental ved Friedrichshafen til den tyske Kaiserliche Marine og foretog sin første flyvning 10. januar 1916.
L 21 var 5. - 16. april 1916 stationeret på luftskibsbasen i Tønder og ellers i Nordholz og Seddin.
Luftskibet deltog i 17 rekognosceringer og 10 angrebstogter mod England, men blev 28. november 1916 blev skudt i brand og styrtede i Nordsøen 8 sømil øst for Lowestoft.

## Kommandanter
- Kaptajnløjtnant Max Dietrich var kommandant på L 21 fra 19. januar til 4. juli 1916 fra de 3 forskellige baser på i alt 7 ture. Fløj tidligere L 7 og L 18 fra Tønder
- Hauptmann August Stelling fra 24. juni 1916. Fløj tidligere PL 25 fra Tønder
- Oberleutnant zur See (premierløjtnant) Kurt Frankenburg (Frankenberg) fra 15. august 1916

Fra 19. januar 1916 var L 21 stationeret i Nordholz ved Cuxhaven, fra 21. februar i Seddin ved byen Stolp i det daværende Bagpommern (Stolp hedder nu Słupsk og ligger i Polen), fra 5. april i Tønder og fra 16. april igen i Nordholz.

## Bombning af West Midlands 31. januar 1916
L 21 med kommandant Max Dietrich deltog 31. januar/1. februar 1916 i et bombetogt rettet mod dokkerne i Liverpool med i alt 9 af den Kaiserliche Marines luftskibe ledet personligt af luftskibsflådens chef Peter Strasser på L 11, lettet fra basen i Nordholz.
Fra luftskibsbasen i Tønder deltog L 19 (Odo Löwe) og L 20 (Franz Stabbert).
I det tågede vejr var L 21 og L 19 henholdsvis det første og det sidste af de 9 luftskibe, som krydsede Norfolks kyst. Begge nåede aldrig målet Liverpool, men bombarderede hver især de samme byer i West Midlands ca. 80 km længere mod sydøst, mellem Wolverhampton og Birmingham. L 21's bomber dræbte 34 britere.

Omkring kl. 20 ankom L 21 til Tipton, hvor der kastedes 3 bomber på Waterloo Street og Union Street, fulgt af 3 mere på Bloomfield Road og Barnfield Road. En hovedgasledning sattes i brand og 2 huse i Union Street ødelagdes. Blandt de dræbte var Sarah Jane Morris med 2 af sine børn, som var på besøg hos hendes forældre. De blev alle fundet døde af hendes mand, som havde været i biografen. I alt dræbtes i byen 14 mennesker, heraf 5 mænd, 5 kvinder og 4 børn.

I Bradley gik et ungt par tur langs kanalen, da en bombe kastedes ned og eksploderede så William Fellows dræbtes på stedet og hans veninde Maud Fellows hårdt såret døde på hospitalet ugen efter.

Der fortsattes i nordøstlig retning mod Wednesbury, hvor der kastedes bomber over den store fabrik Russells Crown Tube Works, som udbrændte. I den nærved liggende King Street ramtes et hus, hvor beboeren Joseph Horton Smith og hans 3 børn dræbtes. Konen reddede sit liv, fordi hun var gået udenfor for at undersøgen lyden af de faldende bomber. De 13 dræbte i byen begravedes på Wood Green Cemetery, hvor der på deres anonyme grave først 2012 opsattes et mindesmærke.

I Walsall ødelagdes det meste af Wednesbury Road Congregational Church, hvor den forbipasserende Thomas Merrylees dræbtes ved at blive ramt i hovedet af flyvende murbrokker.
Flere bomber ramte forskellige steder i byen. Da sporvogn nummer 16 passerede passerede Bradford Place, ramtes deri borgmester Samuel Mills Slaters kone Mary Julia Slater i bryst og mave, så hun med svære kvæstelser 3 uger senere døde på hospitalet.
Også 2 andre mennesker blev dræbt ved eksplosionen og mange såredes.
Kirken blev repareret, men endelig nedrevet i 1973.

Omkring 4 timer senere bombede også L 19 byerne Wednesbury, Tipton og Walsall, men uden at forrette synderlig skade. 
Hjemturen endte med en nødlanding på Nordsøen, hvor besætningen druknede, efter at være blevet forladt af et tililende skib.

## Bombning af York 2. maj 1916
Samme besætning deltog 2./3. maj 1916 i et bombetogt med i alt 7 luftskibe.
Omkring kl. 22.30 bombarderede L 21 York i løbet af 10 minutter, hvor i alt dræbtes 9 britere, heraf 6 mænd og 3 kvinder.

Bombardementet startede i Bishopthorpe sydvest for byen og 18 bomber blev smidt over Dringhouses, hvor 2 soldater såredes.
Der faldt bomber på Røde Kors-hospitalet i Nunthorpe Hall og ved Nunthorpe Avennue dræbtes en pige, søsteren såredes på ryggen og moderen fik armen revet af.
I Upper Price Street kollapsede et hus, hvor det ældre par George and Sarah Avison dræbtes.

Der faldt også bomber i Caroline Street, og huse beskadigedes i Newton Terrace, Kyme Street og Peaseholme Green, men de fleste dræbtes på St Saviour’s Place, bl.a. den 18-årige Leslie Hinson og den 29-årige soldat Edward Gordon Beckett. Flere bomber faldt nordøst for byen op mod Middlesbrough.

Som det eneste af de 7 luftskibe, nåede L 20 ikke hjem, men havarerede ved nødlanding syd for Stavanger.

## Bombning af Bolton 25. september 1916
Den 25. september 1916 afgik L 21 med kommandant Frankenburg fra basen i Nordholz i et planlagt bombetogt med 7 luftskibe mod Derby og Nottingham.
Den engelske kyst krydsedes ved Mablethorpe i Lincolnshire kl. 21.45.
L 21 førtes imidlertid alt for langt mod nordvest til det sydlige Lancashire nord for Manchester, hvor der langs River Irwell i Rossendale-dalen blev smidt 4 bomber over Rawtenstall, 2 bomber ved Ewood Bridge, 6 bomber ved Irwell Vale, 5 over Holcombe, hvor skolen ramtes, 2 bomber over Ramsbottom og 2 over Greenmount.

Mod sydvest lå Bolton, hvor der sigtedes mod byens støberier med 23 bomber. Omkring 6 bomber faldt over arbejderklasse-hytter i Kirk Street, hvor der dræbtes 5 mænd, 4 kvinder og 3 piger på hhv. 17 år, 5 år og 2 år. Nogle bomber ramte nær rådhuset og en brandbombe ramte et advokatkontor i Mawdsley Street, men branden blev hurtigt slukket.

På hjemturen mod nordøst blev der langt fra Bolton smidt en enkelt bombe over Bolton Abbey øst for Skipton i North Yorkshire, før Nordsø-kysten krydsedes lige nord for Whitby kl. 03.05.
På samme bombetogt deltogt luftskib L 22 med kommandant Martin Dietrich, som bombede Sheffield.

## Døden ved Lowestoft 28. november 1916
Den 27. november 1916 omkring kl. 13 afsendtes L 21 med kommandant Kurt Frankenberg sammen med L 34 (Max Dietrich) og L 22 (Heinrich Hollender) fra basen i Nordholz i et bombetogt med i alt 10 luftskibe, hvoraf også indgik luftskibe fra Tønder (L 54 med kommandant Buttlar-Brandenfels), Ahlhorn og Hage.
I Nordholz fejredes Max  Dietrichs 46-års fødselsdag på stedets casino, men efter afgangsordren på baggrund af en positiv melding fra vejrstationen i Bruxelles var meddelt, sagde Frankenberg til selskabet: 'Efterlad fødselsdagstingene som de er, vi vil fejre det i morgen!'

Luftskibene delte sig over Nordsøen i 2 grupper, en sydlig og en nordlig, hvor L 21 deltog i den sydlige sammen med L 13, L 14 (Manger), L 16 og L 22, som krydsede den engelske kyst mellem Scarborough og Humber for at bombe industrierne i engelske Midlands. 
Kl. 21.20 krydsede L 21 kysten ved Atwick, men måtte undgå beskydning fra Barmston og et fly som nærmede sig, for så at sætte kursen mod Leeds, hvor tung antiluftskyts tvang luftskibet sydpå. Efter at have passeret mørkelagte Barnsley blev der smidt 3 bomber i Dodworth. Der svævedes over Macclesfield uden at smide bomber og fortsattes mod Stoke-on-Trent-området i det nordlige Staffordshire, hvor der blev smidt 1 bombe ved Kidsgrove, 3 på Goldenhill og 3 på Tunstall.
Derfra ændredes retning mod Chesterton, hvor der var lys i en jernstens-bygning, og kastedes 16 højeksplosive og 7 brandbomber, som kun forårsagede glasskader og ingen tilskadekomne.
Bomber blev siden smidt brændende affald-dynger ved kulminerne mellem Fenton og Trentham, men her forårsagedes heller ingen skade.

Kl. 1.30 sattes kursen mod Sydøstengland hjemover, hvor der på lang afstand kom til skudveksling med 2 af flådens fly nord for Peterborough. Nær Dereham i Norfolk så et fly lys fra luftskibet, men nåede med motorproblemer ikke at angribe.
Kl. 6.05 passeredes kysten ved Great Yarmouth, hvor der blev skudt med antiluftskyts og dagslyset var ved at gry.
3 af flådens enkeltsædede Royal Aircraft Factory b.e.2c-fly fulgte efter ud over havet og begyndte at fyre med fosforammunition.
Først angreb Egbert Cadbury og tømte 4 tromler skud fra sit Lewis-gevær, uden synlig effekt. Næste pilot Fane var meget tættere på, men geværet var frosset fast og virkede ikke.
Endelig kom Edward Laston Pulling og fyrede 2 runder af så tæt på som 50 fod afstand og efter et par sekunder brød ilden ud i et voldsomt flammehav.
Imens fortsatte zeppelinerens skytte beskydningen, indtil han blev opslugt at flammerne.
Omkring 8 sømil øst for Lowestoft faldt L 21 med Kurt Frankenberg og hans besætning brændende ned på Nordsøen og efterlod kun en olieplet på havoverfladen.
Der var ingen overlevende.

5. december 1916 hædredes Pulling med DSO-ordenen, og de andre Cadbury og Fane med DSC-kors. 2. marts 1917 omkom Pulling ved en flyulykke, da han ville udføre et loop.

Det gik ikke spor bedre med den nordlige gruppe zeppelinere. Kl. 23.40 om aftenen blev L 34 med Max Dietrich skudt ned ved Hartlepool, hvorefter de andre opgav og returnerede.

## Eksterne links
- Zeppelin L 21 - Luftschiffe in Tondern Arkiveret 14. august 2017 hos  Wayback Machine - zeppelin-museum.dk
- Luftschiff L 21 - frontflieger.de
- LZ 61 - luftschiff.de
- LZ61 Arkiveret 9. oktober 2014 hos  Wayback Machine - sebastianrusche.com
- 28-Nov-1916 Zeppelin LZ.61 - Aviation Safety Network
- Lz61 - L21 Arkiveret 6. oktober 2014 hos  Wayback Machine - p159.phpnet.org (fransk)
- LZ61(L21) - air-ship.info (kinesisk)
- Gefallene Marine-Luftschiff L 21 - archivgnoien.de.tl

1. ↑  31 January, 1916 - The Great Zeppelin Raid - gwpda.org
2. ↑  Horror of Zeppelin bombings - expressandstar.com
3. ↑  Sarah Jane Greensill - bolstridge.co.uk
4. ↑  Zeppelin bombs on Tipton 1916 Arkiveret 13. oktober 2014 hos  Wayback Machine - birminghamhistory.co.uk
5. ↑  Zeppelins over Bradley - wolverhamptonswar.wordpress.com
6. ↑  The great Zeppelin Raid Night of Jan 31st-Feb 1st, 1916 - hellfirecorner.co.uk
7. ↑  Memories of the Zepellin raid - thehistoryofwednesbury.wordpress.com 31. juli 2013
8. ↑  How I saw Zeppelin raid from window Arkiveret 16. oktober 2014 hos  Wayback Machine - oswestryandborderchronicle.com 9. april 2014
9. ↑  The First World War - historywebsite.co.uk
10. ↑  Wednesbury Road, Walsall: Target for Zeppelins - BBC
11. ↑  Walsall Mayor dies in night of Zeppelin terror Arkiveret 10. november 2013 hos  Wayback Machine - expressandstar.com
12. ↑  Wartime Operation Arkiveret 19. oktober 2014 hos  Wayback Machine - tramway.co.uk
13. ↑  Other Methodists - historywebsite.co.uk
14. ↑  Rare bomb casing from 1916 goes on display at museum (Webside ikke længere tilgængelig) - walsall-people.co.uk
15. ↑  Zeppelin bomb goes on show at walsall museum Arkiveret 13. oktober 2014 hos  Wayback Machine - thebloxwichtelegraph.com
16. ↑  L21 Raid on York Arkiveret 15. september 2015 hos  Wayback Machine - 1914-1918.invisionzone.com
17. ↑  Map of Zeppelins over York 1916 Arkiveret 7. oktober 2014 hos  Wayback Machine - worldwar1postcards.com
18. ↑  George and Sarah Avison Arkiveret 13. oktober 2014 hos  Wayback Machine - yorkcemetery.org.uk
19. ↑  Avison, York Cemetery - flickr.com
20. ↑  Answers fly in to Zeppelin request - yorkpress.co.uk 3. april 2012
21. ↑  Zeppelin raid brought terror of First World War to York - yorkpress.co.uk 6. januar 2014
22. ↑  Zeppelin Raid on York Arkiveret 13. oktober 2014 hos  Wayback Machine - eborfamilyhistory.co.uk
23. ↑  Zeppelin Strike – A Century On Arkiveret 13. oktober 2014 hos  Wayback Machine - bacuptimetravel.org
24. ↑  Zeppelin Attack on Rossendale Arkiveret 13. oktober 2014 hos  Wayback Machine - bramhill.net
25. ↑  Holcombe, Bury: Bombardment - BBC
26. ↑  German Zeppelin raid on Ramsbottom Arkiveret 22. august 2017 hos  Wayback Machine - ramsbottomheritage.org.uk
27. ↑  Zeppelin Raids Arkiveret 6. oktober 2014 hos  Wayback Machine - providencechapel.info
28. ↑  Zeppelin Raid - holcombevillagelancs.magix.net
29. ↑  Zeppelin Airship L21 over Lancashire - aircrashsites.co.uk
30. ↑  Zeppelins over Lancashire - springhillhistory.org.uk
31. ↑  Zeppelin raid on Valley 50 years ago this week - springhillhistory.org.uk
32. ↑  The story of Zeppelin L21 Arkiveret 3. december 2015 hos  Wayback Machine - thefloridastandard.com
33. ↑  The night death came to Bolton in World War One zeppelin bombing raid - thisislancashire.co.uk
34. ↑  The zeppelin raid on Bolton on the night of 25th September 1916 - ss-osands.org.uk
35. ↑  Zeppelin Raid on Bolton Arkiveret 3. februar 2014 hos  Wayback Machine - boltonmuseums.org.uk
36. ↑  The Zeppelin Raid Arkiveret 23. september 2015 hos  Wayback Machine - boltonmuseums.org.uk
37. ↑  Bomb fragments from 1916 zeppelin raid on Bolton on display in World War One exhibition at Imperial War Museum - theboltonnews.co.uk
38. ↑  Sheffield's First Air Raid - 25th September 1916 - chrishobbs.com
39. ↑  My first and most dangerous raid on England - The German air force in the Great War, af major Georg Paul Neumann (1921)
40. ↑  Edward Laston Pulling: Fengates Hero Arkiveret 23. november 2015 hos  Wayback Machine - fengatesroad.com
41. ↑  RNSC cover - 65th Anniversary of the destruction of Zeppelin L21 by the Royal Naval Air Service 28 Nov 1916 Arkiveret 22. december 2014 hos  Wayback Machine - EBay
42. ↑  WW1: Zeppelin shot down over North Sea after attacking Staffordshire Arkiveret 6. oktober 2014 hos  Wayback Machine - stokesentinel.co.uk
43. ↑  On this day 28 November 1916 - fleetairarmoa.org
44. ↑  La terreur Zeppelin 1914-1916 - histoquiz-contemporain.com
45. ↑  Admiralty, 5th December 1916 - London Gazette